# Mamudo Moro
Mamudo Moro, född 7 mars 1995, är en ghanansk fotbollsspelare som spelar för Skövde AIK.

## Karriär

### Tidig karriär
Moros moderklubb är Golden Boot Academy. Säsongen 2014 gick han till Sjöbo IF. Moro gjorde 14 mål för klubben i Division 5 under våren samma år. Sommaren 2014 gick han till BW 90. Sommaren 2015 gick Moro till IFK Hässleholm.

### Mjällby AIF
I mars 2016 gick Moro till Mjällby AIF. Moro debuterade den 16 april 2016 i en 1–1-match mot Norrby IF, där han blev inbytt i den 65:e minuten mot Albert Ejupi.

### Helsingborgs IF
I oktober 2017 värvades Moro av Helsingborgs IF, där han skrev på ett tvåårskontrakt med start från januari 2018. Moro gjorde sin Superettan-debut den 8 april 2018 i en 3–1-vinst över Östers IF. Den 8 maj 2018 gjorde han två mål i en 2–1-vinst över GAIS. Efter säsongen 2019 återvände Moro till Mjällby.

### Återkomst i Mjällby AIF
I december 2019 återvände Moro till Mjällby AIF, där han skrev på ett tvåårskontrakt. I januari 2022 förlängde Moro sitt kontrakt i Mjällby fram över säsongen 2023. Efter säsongen 2023 lämnade Moro Mjällby.

### Skövde AIK
I februari 2024 värvades Moro av Skövde AIK, där han skrev på ett tvåårskontrakt.